# 一橋出版
一橋出版株式会社（ひとつばししゅっぱん、hitotsubashi-shuppan co. Ltd.）は、かつて東京都杉並区南荻窪に所在していた日本の出版社。

## 概要
1956年2月29日に設立。保健体育科や家庭科、社会科、商業科、情報科、福祉科の検定教科書のほか、各種資格・検定対策の書籍、法律書といった実用書の出版で知られ、1988年8月期には約30億2,900万円、1989年8月期には約32億5,000万円、2003年8月期には約23億円の売上高を計上していた。また、毎日新聞社と提携した漢字実務検定試験の実施や個人別指導塾の経営（株式会社教育開発センター・マン・ツーマン東京）なども行っていた。しかし競合他社との競争の激化や商業科を廃止する高校の増加、少子化の拡大や金融状況の不安定化などによって、2008年8月期には売上高が約11億7000万円に落ち込んだ。東京都内の社有不動産の売却、名古屋営業所や福岡、広島出張所、大阪支店の廃止，販売子会社との経営統合などで経営効率化を試みるが業績は回復せず、労働争議の影響もあって2009年5月1日には東京地裁に破産手続開始の申立てを行った（準自己破産）。負債額は約11億4900万円。
同社が発行していた商業科の教科書や副読本の多くは、東京法令出版（一部は実教出版）が引き継いで出版し，2025年1月時点でも一部は継続して出版されている。また，『借地借家法の解説』など法律シリーズや日商簿記検定模擬試験問題集などについては，ネットスクール出版が版権を引き継いだ。文芸書も発行していたが，『愛は自転車に乗って』(五島朋幸著）はさいはて社が復刊している。

## 出版物
- 教科書・副読本
- 法律書
- 進路に関する書籍（学校販売専用品が大半）
- 資格・検定対策の書籍
- 介護福祉に関する書籍
- DVD